# MDEA
MDEA (MDE, 3,4-метилендиокси-N-этиламфетамин) — химическое соединение из группы амфетаминов. Запрещённое в большинстве стран мира психоактивное вещество, которое обладает эмпатогенным действием. Встречается под названием Ева (англ. Eve), или, более редко, Интеллект (англ. Intellect):92. Химически близко к MDMA, также имеет два энантиомера и оказывает похожее влияние на психику человека. Часто бывает, что таблетки экстази содержат MDEA вместо или вдобавок к MDMA. 

## История и легальный статус
Производство, хранение, транспортировка и распространение MDEA без лицензии криминализованы и запрещены большинством стран мира, он находится в списках наиболее жёстко контролируемых веществ:93. На рынке наркотиков он распространился в конце 1980-х после запрещения MDMA, став таким образом дизайнерским наркотиком:92. В США MDEA попал под действие закона о производных запрещённых веществ, и стал нелегальным с 13 августа 1987 года, в Германии — с 28 января 1991 года, в Нидерландах — с 1993:93. Пути синтеза MDEA близки к тем, которые используются для MDMA, используют те же прекурсоры — сафрол и MDP2P — и также не требуют сложного или дорогого оборудования, что затрудняет борьбу с его производством, сосредоточенным к 2004 году в основном в Бельгии и Нидерландах:92.

## Механизм действия
Механизм действия MDEA схож с механизмом действия MDMA и заключается в выделении большого количества нейротрансмиттера серотонина, который участвует в регулировании настроения и ощущений удовольствия — в этом отношении он настолько же силён, как и MDMA, но проявляет большую селективность действия, высвобождение других нейтротрансмиттеров от него меньше, чем от других родственных ему фенилэтиламинов:95. Также MDEA слабее подавляет триптофангидроксилазу, чем MDA или MDMA, а фиксируемые после его употребления в мозгу падения уровней серотонина и его метаболита гидроксииндолуксусной кислоты меньше:96. Таким образом, предположительно, MDEA менее нейротоксичен:96.

## Формы рекреационного употребления и фармакокинетика
Ева чаще всего встречается в разноцветной таблетированной форме, аналогично экстази, и также маркируется штампами производителя:92. Наполнителями выступают сорбит, целлюлоза или глюкоза, а вместо чистого MDEA в Еве часто встречаются его смеси с MDA, MDMA и MBDB:92. Дозы MDEA в таблетках варьируются от нуля до 175 мг (2004):92—93. Также MDEA иногда встречается в таблетках экстази вместе с или вместо MDMA:92.
Типичный способ употребления MDEA — оральный, реже интраназальный или ректальный:99. Типичная доза MDEA слегка больше чем у MDMA (100—200 мг, около 2 мг/кг):99. Психоделический эффект начинается через 20—85 минут после орального приёма и длится от 3 до 5 часов — короче, чем у MDMA или MDA:99. Максимальные концентрации вещества в крови после приёма типичных доз несколько выше чем у MDMA — около 300 мг/л, и достигаются через 2—3 часа после приёма:100. Фармакокинетика MDEA также стереоселективна: R(-)-энантиомер имеет период полувыведения около 7,5 часов, а S(+) — около 4:100. 
Основной путь метаболизма MDEA — окислительное деалкилирование, второй по важности N-деметилирование, при котором метаболитом образуется MDA:99. Метаболизм происходит в основном в печени под действием ферментов CYP2D6 (только деалкилирование) и CYP3A4 (оба пути):99. Их генетические вариации, ингибирующее влияние на них MDEA и известные влияния на них различных веществ могут объяснять нелинейную фармакокинетику концентраций MDEA и его основного метаболита HME в плазме крови:100—101. Дальнейшие продукты метаболизма выводятся с мочой:99.

## Анализ
Для качественного анализа на MDEA в жидкостях организма применяются стандартные иммунопробы на амфетамины:101. Для точного определения вещества золотым стандартом считается метод газовой хроматографии с масс-спектрометрией:101.

## Эффекты при употреблении
Психологические эффекты всех MDMA-подобных эмпатогенов очень схожи, в лабораторных животных, натренированных на различение веществ, они все взаимозаменяемы:102. Отзывы пользователей дают более низкие психотропные свойства MDEA, более короткое действие и более сильное подавление им аппетита, по сравнению с MDMA:102. Различают три фазы действия MDEA: короткая изначальная экстатическая волна (сленговое англ. coming on), фаза плато (сленговое англ. plateau phase) и фаза спадания эффектов (сленговое англ. coming down):102. 
Наступление эффектов вещества в лабораторных исследованиях характеризуется позывами к рвоте, затуманиванием зрения и углублением дыхания, иногда сопровождающегося тревожностью, затем большинство испытуемых рапортуют о сильном психологическом расслаблении, приятном ощущении умиротворения и потере чувств тревоги, в противоположность объективно наблюдаемым, но не замечаемым испытуемыми эффектам увеличения двигательной активности и кровяного давления, логореи, тахикардии и тремора:102. Минимум половина принявших демонстрирует психомоторную стимуляцию, положительное эмоциональное состояние с небольшими изменениями в восприятии (визуальном, звуковом и тактильном), ухудшения в когнитивных функциях и возбуждение симпатической нервной системы:102—103. Лишь незначительное число респондентов испытывали энтактогенные ощущения:103. 
Стимулирующий эффект MDEA настолько силён, что принявшие его и лёгшие спать испытуемые все просыпаются через час-два:103. Поднятие кровяного давления и частоты сердцебиения после приёма MDEA подтверждается в двойных слепых плацебо-контролируемых экспериментах, вместе с эффектами подъёма в крови уровней кортизола и пролактина и падением уровня гормона роста:104. Приём MDEA вызывает также увеличение температуры тела:104. S(+)-энантиомер оказывает существенно более сильный эффект на улучшение самочувствия и ухудшение когнитивных способностей, а R(-) — на соматические проявления действия MDEA и увеличение скорости реакции:104.  
Эти эффекты на фазе плато — приятное повышение настроения и энергичности — дают синергетическое действие с электронной музыкой, танцами и толпами на рейвах и в клубах, где MDEA в основном и потребляется:102. Они вызываются, по-видимому, серотониновым выбросом и возбуждением симпатической нервной системы:102. В более чем половине случаев возникают также побочные эффекты: тахикардия, тризм, бруксизм и ксеростомия:102. Фаза спадания характеризуется возвращением к исходному состоянию, часто с относительно отрицательными эмоциями:102. 
Возможные постэффекты тянутся от одного до пяти дней и включают в себя боль и напряжение в мышцах, головные боли, ухудшение настроения, ощущения беспокойства, когнитивные нарушения, утомляемость:102. Эффекты хронического использования MDEA на людях не исследовались, но, вероятно, повторяют подобные от экстази:105.

## Медицинские осложнения при употреблении
Возможные психологические осложнения от приёма MDEA включают в себя психотические эпизоды, дисфорию, тревожность и панические атаки:104. Действие MDEA также приводит к ухудшению качества оценки рисков и увеличению частоты разнообразных несчастных случаев:105. Медицинские осложнения сходны с таковыми от MDMA и включают серотониновый синдром, гипертермию, гипонатриемию и их осложнения:105. Зафиксированы случаи остановки дыхания, инсультов и токсических гепатитов после приёма MDEA:105. Большинство смертей под действием MDEA сопровождались приёмом других наркотиков, однако в случаях моноинтоксикации концентрации вещества в крови лежали в пределах от 12 до более чем 20 мг/л:105.